# Брим, Георгий Робертович
Гео́ргий Ро́бертович Брим (18 сентября 1935, Кировка, Газахский район — 19 мая 1999, Ландсхут, Бавария) — советский театральный художник, сценограф

, педагог, профессор. Лауреат Государственной Премии СССР в области литературы, искусства и архитектуры (1977). Заслуженный деятель искусств Узбекской ССР (1977). Лауреат Государственной премии Узбекской ССР имени Хамзы (1989).
Член союза художников СССР с 1970 года. С 1997 года — член творческого объединения художников Академии художеств Узбекистана.

## Биография
Немец, родился 18 сентября 1935 года в селе Кировка в крестьянской семье. Отец — Брим Роберт (1911—1945), мать — Брим (дев. Шиллинг) Ида (1914—2009).
Основным занятием в семье было земледелие, садоводство, возделывание виноградников.
С началом Великой Отечественной войны (1941) семью Брим, как и многих советских немцев, депортируют в Восточно-Казахстанскую область. Депортация немцев в СССР затронула почти все немецкое население, проживающее в европейской части России и Закавказья. Родителей депортируют в Трудармии: отца — на Урал в шахты в г. Копейск, мать мобилизуют в промышленность строить железные дороги в г. Сызрань, потом в г. Красноводск. Детей: Георга (6 лет) и его брата Франца (8 лет) оставляют на попечительство родственникам. Дети работают на колхозных полях Казахстана с 1942 по 1946 гг., пашут землю, собирают урожай.
В 1945 году отец погиб в шахтах. В 1946 году матери разрешено было воссоединиться с детьми.
В 11 лет Георг в первый раз идёт в 1 класс в школу (г. Красноводск 1946). Также посещает студию изобразительного искусства в Доме Пионеров. В 7 классе уже вечерней школы работает трактористом. По достижении 16 летнего возраста в 1952 году поставлен в НКВД на учёт спецпоселения как немец, при котором обязан ходить отмечаться в НКВД о своем присутствии (1952—1955). По окончании 7 класса вечерней школы (1953) получает разрешение от НКВД поступать в художественное училище г. Ашхабада ТССР.

## Учёба
В 1946—1953 годах учится в средней школе в г. Красноводск, заканчивает 7 классов.
В 1953—1958 годах учится в Туркменском государственном художественном училище г. Ашхабада.
Учителя: Петр Кондратьевич Ершов — театральный художник, вёл композицию. Валентин Петрович Чудинов — скульптор, вел рисунок.
В 1961—1967 годах учится в Ташкентском театрально-художественном институте им. А. Н. Островского (ТТХИ).
Учителя: Пак Николай Семёнович — художник живописец, преподаватель рисунка, живописи. Виктор Петрович Соседов — художник живописец, преподаватель рисунка, живописи.

## Работа
В 1958—1961 годах работает художником-декоратором, через год художником-постановщиком в областном драматическом театре имени Кемине в г. Мары Туркменской ССР.
В 1967—1986 годах работает главным художником в Академическом театре драмы им. Хамзы; также преподает на кафедре театрально-декорационной живописи в Ташкентском театрально-художественном институте им. А. Н. Островского (ТТХИ) — ведет основную дисциплину композицию.
В 1986—1997 годах работает главным художником Узбекского драматического театра имени Аброра Хидоятова; также преподает на кафедре театрально-декорационной живописи в Ташкентском театрально-художественном институте им. А. Н. Островского (ТТХИ) — ведет основную дисциплину композицию.
В 1982 году — доцент кафедры театрально-декорационной живописи в ТТХИ
В 1989 году — профессор кафедры театрально-декорационной живописи в ТТХИ
В 1993 году — профессор заведующего кафедрой театрально-декорационной живописи в ТТХИ

## Творческая деятельность
Работа над спектаклями в драматических театрах: Ташкента, Ашхабада, Мары, Коканда, в Пловдиве (Болгария), Москвы, также в театрах оперы и балета.

## Основные спектакли, оформленные Г. Р. Бримом

### Узбекский национальный академический драматический театр
- «Тяжкое обвинение», А. Штейн (1967)
- «Драма века», С. Азимов (1968)
- «Царь Эдип», Софокл (1969)
- «Мария Стюарт», Ф. Шиллер (1969)
- «Шестое июля», М. Шатров (1969)
- «Путеводная звезда», К. Яшен (1970)
- «Девушка, создавшая легенду», Ш. Сагдуллаев (1971)
- «Похитители улыбок», Шукрулло (1971)
- «Полёт», Уйгун (1971)
- «Самандар», А. Мухтар (1972)
- «Бай и батрак», Хамза (1973)
- «Заря революции» («Моя Бухара»), К. Яшен (1974) Макет к спектаклю «Моя Бухара». Государственная премия СССР была присуждена за спектакль «Заря революции» («Моя Бухара») К. Яшена (1977), поставленном на сцене УзбГАТД имени Хамзы.
- «Шакунтала», Калидаса (совм. с Р. Туманковым, 1973)
- «Абу Райхон Бируни», Уйгун (1973)
- «Комиссия», У. Умарбеков (1974)
- «Перед заходом солнца», Г. Гауптман (1974)
- «Разбойники», Ф.Шиллер (1974)
- «Золотые оковы», И. Султан (совм. с У. Саидалиевым, 1974)
- «Девятый вал», А. Софронов (1975)
- «Женщина за зеленой дверью», Р. Ибрагимбеков (совм. с У. Саидалиевым, 1975)
- «Я верю в Чили», В. Чичков (1974)
- «Женитьба», Н. Гоголь (1975)
- «Неоплаченный долг», У. Умарбеков (1976)
- «Снежная королева», Е. Шварц (1976)
- «Бунт невесток», Саид Ахмад (1977)
- «А дальше — тишина…», В. Дельмар (1977)
- «Тесна пустыня», А. Мухтар (1978)
- «В списках не значился…», по повести Б. Васильева (1978) Эскиз к спектаклю «В списках не значился…» по повести Б. Васильева (1978)
- «Дочь Ганга», Р. Тагор (1978)
- «Живой труп», Л. Н. Толстой, Ташкент (1979)
- «Нодирабегим», Т. Тула (1979)
- «Авиценна», Уйгун (1980)
- «Тринадцатый председатель», А. Абдуллин (1981)
- «Алмандар», Т. Минуллин (1981)
- «Гурунг» («Беседа»), М. Бабаев (1981)
- «Операция на сердце», А. Софронов (1982)
- «Звёздные ночи», П. Кадыров (1983)
- «Абай», М.Ауэзов (совм. с Е. Туяковым, 1983)
- «Зебуннисо», Уйгун (1983)
- «Афганский репортаж», А. Проханов и А. Герчиков (1983)
- «Путеводная звезда», К. Яшен (1983)
- «Ревизор», Н. Гоголь (1985)

### Узбекский драматический театр имени А. Хидоятова
- «Проделки Майсары», Хамза (1986)
- «Бунт невесток», С. Ахмад (1987)
- «Чёрная луна», Ш. Холмирзаев (1987)
- «Искандер», А. Навои (1991)
- «Мамура-кампир», по пьесе Ж. Сарман «Мамурэ» (1992)
- «Процесс из-за тени осла», Ф. Дюрренматт (1994)
- «Великий шёлковый путь», Б. Юлдашев, Г. Брим (1996)
- «Отелло», В. Шекспир (1997)

### Большой театр имени Алишера Навои
- Опера «Риголетто», Д. Верди (1970)
- Комическая опера «Проделки Майсары», Сулеймана Юдакова (1972)
- Опера «Паяцы», Леонкавалло (1976)
- Опера «Кармен», Бизе (1976)
- Опера «Фауст», Ш. Гуно (1979)
- Опера «Буран» М. Ашрафи, С. Василенко (1979)
- Опера «Огненный ангел», С. Прокофьев, (по В. Я. Брюсову), (1984)
- Опера «Отелло», Д. Верди (1985)

- Эскиз декорации к опере Бизе «Кармен» (1976). Большой театр имени Алишера Навои, Ташкент
- Эскиз декорации к опере Леонкавалло «Паяцы» (1976). Большой театр имени Алишера Навои, Ташкент
- Эскиз декорации к опере Ш. Гуно «Фауст» (1979)
- Эскиз декорации к опере Ш. Гуно «Фауст» (1979)
- Эскиз декорации к опере «Буран» М. Ашрафи, С. Василенко. Большой театр имени Алишера Навои, Ташкент
- Сцена из оперы «Огненный ангел» С.Прокофьева (1984). Режиссёр Фирудин Сафаров. Большой театр имени Алишера Навои, Ташкент
- Эскиз декорации к опере Д. Верди «Отелло» (1985). Большой театр имени Алишера Навои, Ташкент

### Театр «Ильхом»
- «Магомед, Мамед, Мамиш», Ч. Гусейнов (1979) Эскиз к спектаклю «Магомед, Мамед, Мамиш» Ч. Гусейнова (1979)
- «Дракон — сказка 1943 года», Е. Шварц (1981)
- «Кломадеус», М. Вайль (1988)

### Постановки в других театрах
- «Бей и ратай», Хамза, г. Хасково, драм. театр им. Ивана Димова (Болгария, НРБ 1974)
- «Весёлая война», И. Штраус (1973), Ташкентский государственный театр музыкальной комедии, г. Ташкент
- «Капкан», Уйгун (1976), Музыкально-драматический театр, г. Коканд
- «Премьера», Л. Росеба, театр им. Моссовета, малая сцена (1983), г. Москва

## Эскизы
- «Тесна пустыня» А. Мухтар (1978). Узбекский академический театр драмы им. Хамзы, Ташкент
- Эскиз к спектаклю «Звёздные ночи», П. Кадырова (1983). Узбекский академический театр драмы им. Хамзы, Ташкент
- Эскиз декорации к спектаклю «Кора камар» («Черное логово»), Ш. Холмирзаева (1987). Узбекский драматический театр имени А. Хидоятова, Ташкент
- Эскиз декорации к спектаклю «Зиёфат», Ш. Холмирзаева (1989). Узбекский драматический театр имени А. Хидоятова, Ташкент
- «Дирижёр». Картина была создана к спектаклю «Дух Театра» (1990). Узбекский драматический театр имени А. Хидоятова (Ёш гвардия), Ташкент
- Эскиз декорации к спектаклю «Искандер», А. Навои (1991). Узбекский драматический театр имени А. Хидоятова, Ташкент
- Эскиз декорации к спектаклю «Великий шелковый путь» Б. Юлдашев, Г. Брим (1996). Узбекский драматический театр имени А. Хидоятова, Ташкент
- Фрагмент декорации к спектаклю «Великий шелковый путь» (1996). Узбекский драматический театр имени А. Хидоятова, Ташкент
- Фрагмент декорации к спектаклю «Великий шелковый путь» (1996). Узбекский драматический театр имени А. Хидоятова, Ташкент

## Оформление концертов и праздничных мероприятий
Интермедийный занавес для нового концертного зала Дворца «Дружбы народов» (1981) г. Ташкента изготовлялся по эскизам Г. Р. Брима. Занавес исполнялся в Бухаре, где имелись хорошие специалисты по вышивке золотыми нитками по помбархату.
Активную творческую деятельность Г. Брим совмещает с преподавательской и общественной деятельностью. Он является организатором ответственных концертов, главным художником различных декад, праздничных мероприятий в Ташкенте (Дворец «Дружбы народов», Дворец Туркестана, Площадь Мустакиллик); в Самарканде, Бухаре, Париже.
- Праздничный концерт, посвящённый открытию Дней литературы и искусства Узбекской ССР в Азербайджане (Баку, Дворец имени В. И. Ленина, 5 июня 1979);
- Праздничный театрализованный концерт, посвящённый 40-летию победы советского народа в Великой Отечественной войне (Ташкент, Дворец Дружбы народов СССР имени В. И. Ленина, 8 мая 1985);
- Открытие 9-го Международного кинофестиваля стран Азии, Африки и Латинской Америки (Ташкент, Дворец Дружбы народов СССР имени В. И. Ленина, 20 мая 1986);
- Праздничный концерт «Дружбы», посвящённый открытию Дней литературы и искусства Узбекской ССР в Украинской ССР (Киев, Дворец культуры «Украина», 3 июля 1987);
- «Навруз-92», IV региональный фестиваль театрального искусства Республик Средней Азии и Казахстана (26 марта 1992, Алма-Ата);«Навруз-92» Афиша
- Театрализованное шоу в Самарканде, посвящённое 600-летию со дня рождения Мирзо Улугбека (1994);
- «Навруз-95» (1995) (Ташкент);
- «Мустакиллик» (Ташкент, 1 сентября 1995);
- «Юбилей Амира Тимура» (1996, Регистан Самарканд);
- Мероприятие, посвященное 2500 — летию города Бухары;
- «Париж» (1997);
- Международный музыкальный фестиваль «Шарк Тароналари» (Самарканд, 1997);

- Праздничный театрализованный концерт. Дворец Дружбы Народов. Ташкент (1985)
- «Проделки Майсары». Гастроли в Душанбе (1989)
- «Навруз-95». (Ташкент 1995)
- Минарет Калян. Мероприятие, посвященное 2500 - летию города Бухары (1997)
- Мероприятие, посвященное 2500 - летию города Бухары (1997)
- Международный музыкальный фестиваль «Шарк Тароналари» (Самарканд, 1997)
- Макет для музыкального фестиваля в Самарканде «Шарк Тароналари». Коллектив художников

## Награды
- Государственная премия СССР (1977)
- Заслуженный деятель искусств Узбекской ССР (1977)
- Занесён в книгу трудовой славы Узбекской ССР (1978)
- Государственная премия Узбекской ССР имени Хамзы (1989)[1]
- Орден «Дустлик» (1995)